# Bindedrahtröllchen

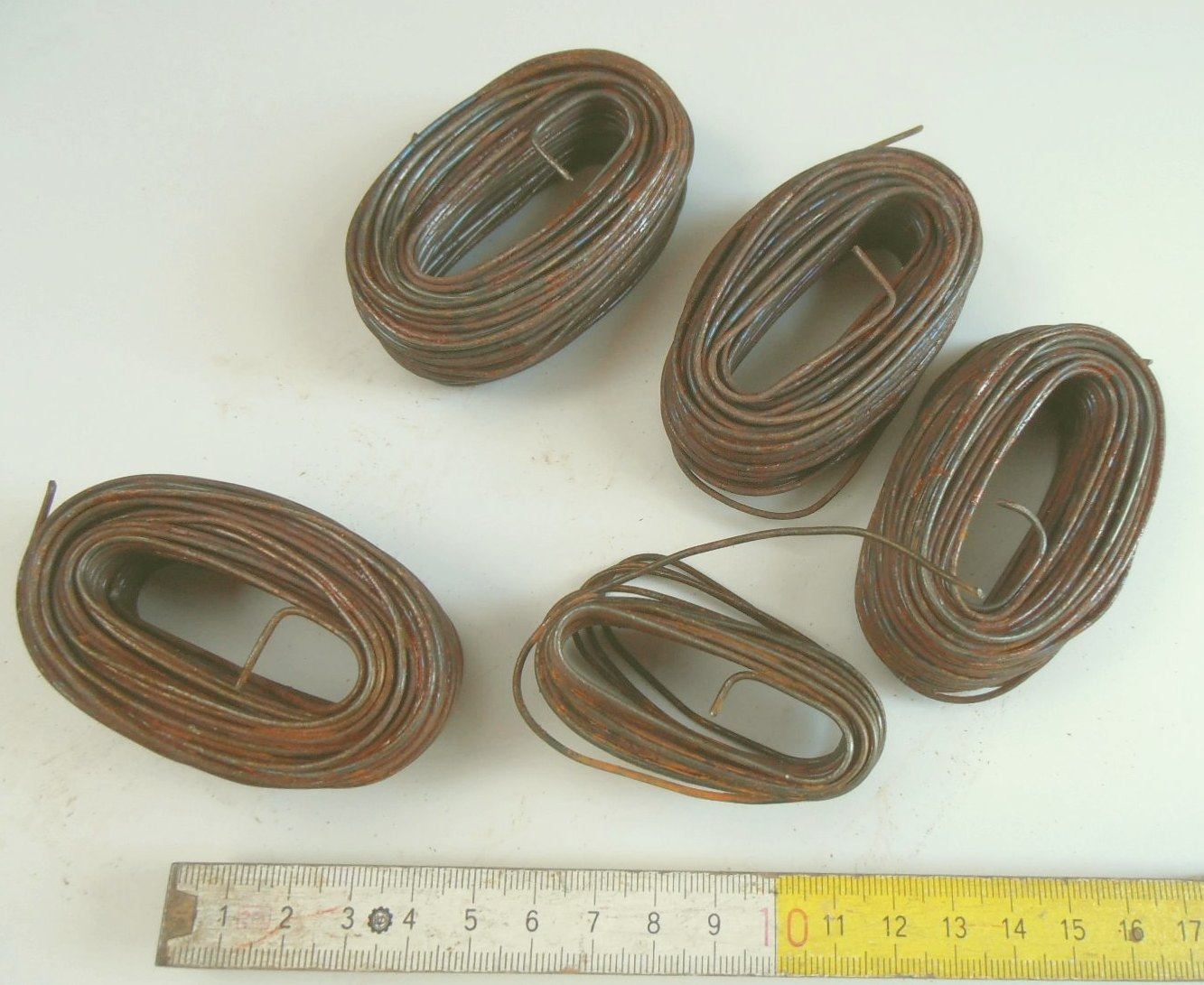
Bindedraht„mäuse“

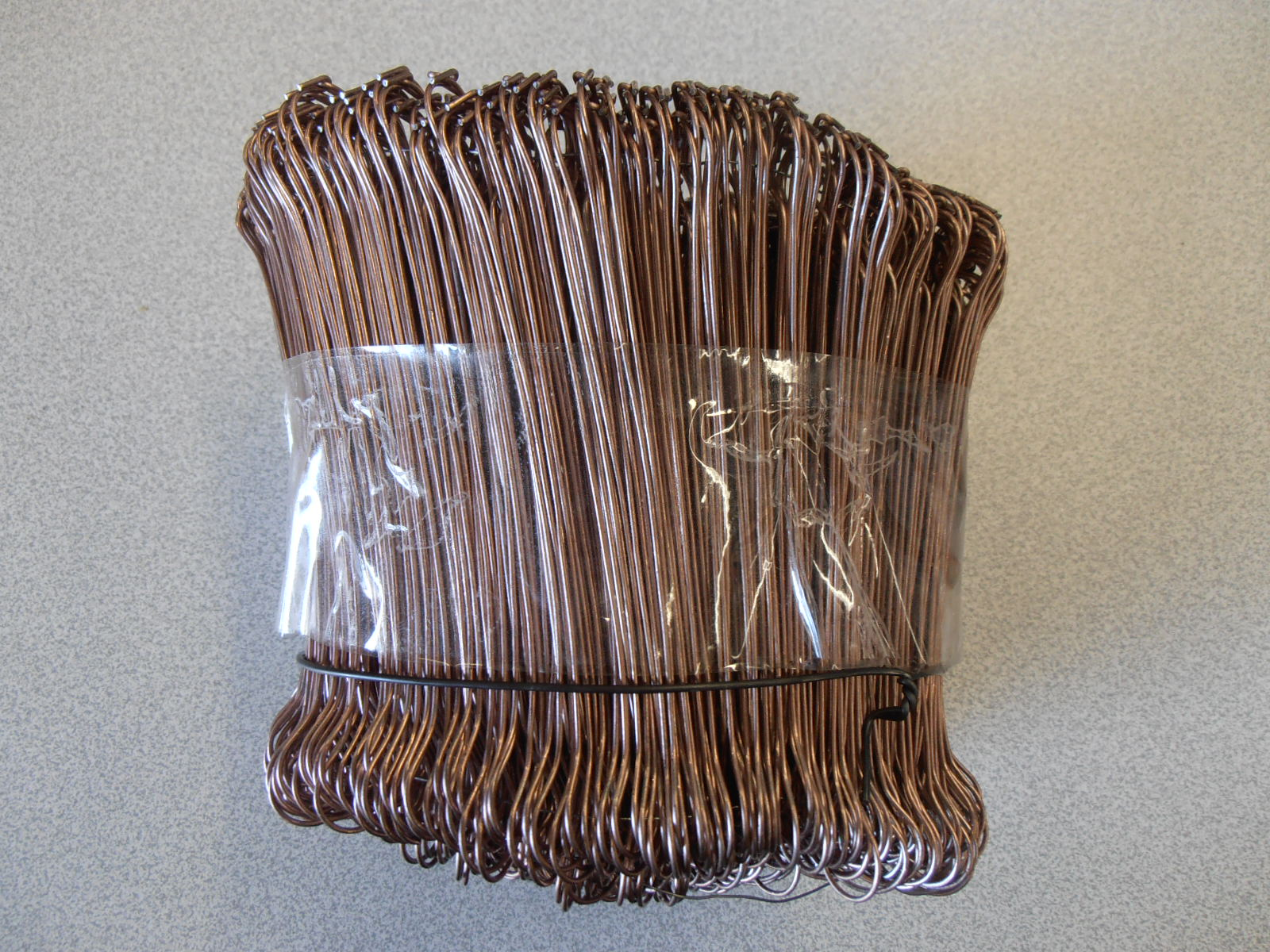
Bündel Drilldrähte (Sackbinder)

Ein Bindedrahtröllchen ist ein maschinell gefertigtes, rundes oder ovales Röllchen aus Bindedraht (auch als Rödeldraht bezeichnet). Die Urform ist oval und unter dem Namen Drahtmaus bekannt. Drahtmaus ist ein auf den Erfinder eingetragenes Warenzeichen.

## Anwendung
Der Eisenflechter schnitt sich zu Beginn seiner Arbeit eine voraussichtlich benötigte Menge Draht von der Rolle und wickelte diesen über die Griffe seiner Monierzange zu einem ovalen Röllchen, das sich gut in der Hosentasche unterbringen ließ. Um den Eisenflechtern die Arbeit zu erleichtern, entwickelte Kurt Eckers die maschinell gewickelte „Drahtmaus“, die einen großen Zeitvorteil bei der Arbeit bewirkte.
Als wie über die Zange gewickelt millionenfach bewährt beworben traten sie einst in den 1970er Jahren ihren Siegeszug im Baugewerbe an.
Ursprünglich wurde weichgeglühter, rosthemmend behandelter 1a-Draht mit einem Drahtdurchmesser von 1,4 mm zu ovalen Röllchen mit ca. 7 Metern Drahtlänge maschinell aufgewickelt. Diese hatten die Größe einer heutigen Computer-Maus. In Gebinde zu zwei Säcken mit zusammen ca. 1000 Stück, also 84 kg und 7000 Meter Draht, waren sie vom Erfinder direkt käuflich erwerbbar. Heute werden sie von zahlreichen Herstellern angeboten.

## Aktuelle Arbeitsweise
Bereits passend abgelängte Drahtstücke mit Ösen an beiden Enden für einen Drillapparat, sogenannte „Sackbinder“, ermöglichen einem Laien scheinbar schnelleres Arbeiten. Solche Drahtstücke gibt es in den benötigten Längen und Drahtstärken. Ein gelernter Eisenflechter arbeitet mit Drahtmaus und Monierzange wesentlich schneller als mit Drillapparat und den deutlich teureren, zweckentfremdeten Sackbindern.